# Pselaphogenius recheri
Pselaphogenius recheri (лат.) — вид хищных коротконадкрылых жуков рода Pselaphogenius из подсемейства ощупники (Pselaphinae).

## Распространение
Австралия (Новый Южный Уэльс).

## Описание
Мелкие коротконадкрылые жуки—ощупники (Pselaphinae). Длина тела 1,7—1,8 мм. Глаза самцов и самок состоят из 25 фасеток. Нижнечелюстные щупики длинные, тонкие (лишь вершинная часть последнего сегмента увеличена в размере), второй и четвёртый сегменты особенно длинные (равны по размеру длине головы). Брюшко с видимым 2(IV)-м стернитом, вооружённым пучком щетинок у своей вершины.
Вид был впервые описан в 2001 году американским энтомологом профессором Дональдом С. Чандлером (Chandler Donald S.; University of New Hampshire, Durham, Нью-Гэмпшир, США) вместе с таксонами Mareeba storeyi, Peckiella podocarpus, Kakadu pecki, Bellenden monteithi, Eudranes okei и другими.
Таксон Pselaphogenius recheri включён в род Pselaphogenius Reitter, 1910 и отнесён к трибе Pselaphini из подсемейства Pselaphinae.